# Hans Flu

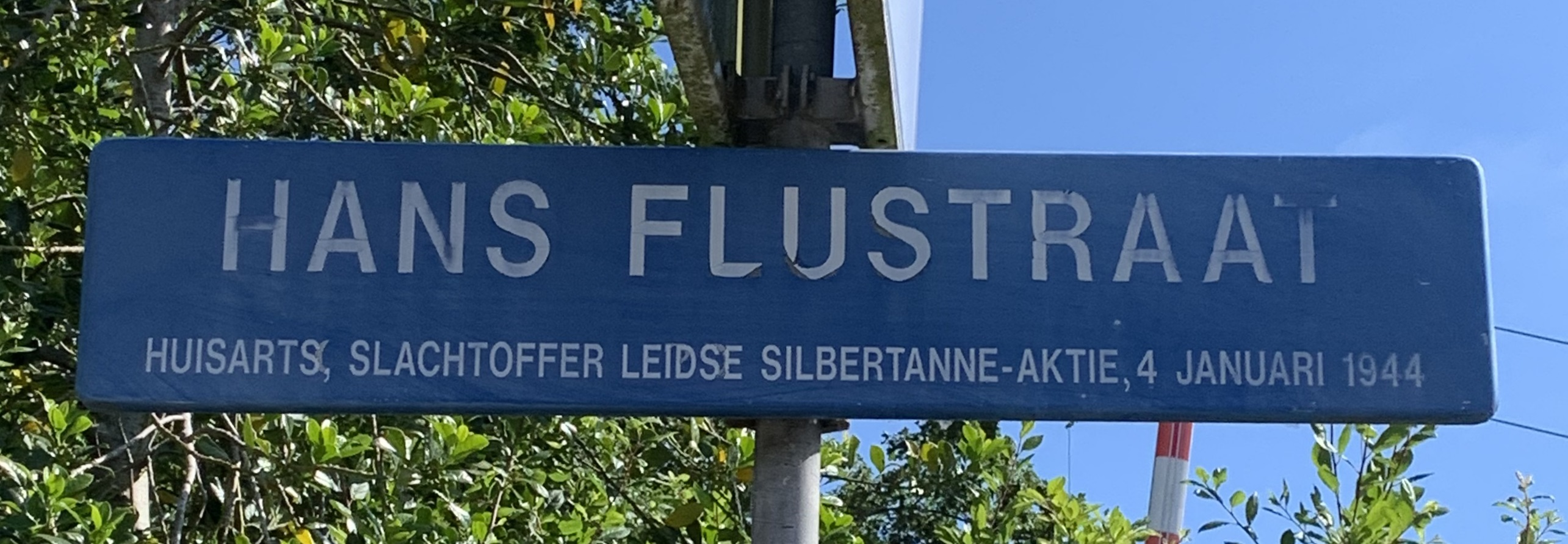
In Leiden is een straat genoemd naar Hans Flu die in 1944 door de bezetter werd vermoord.

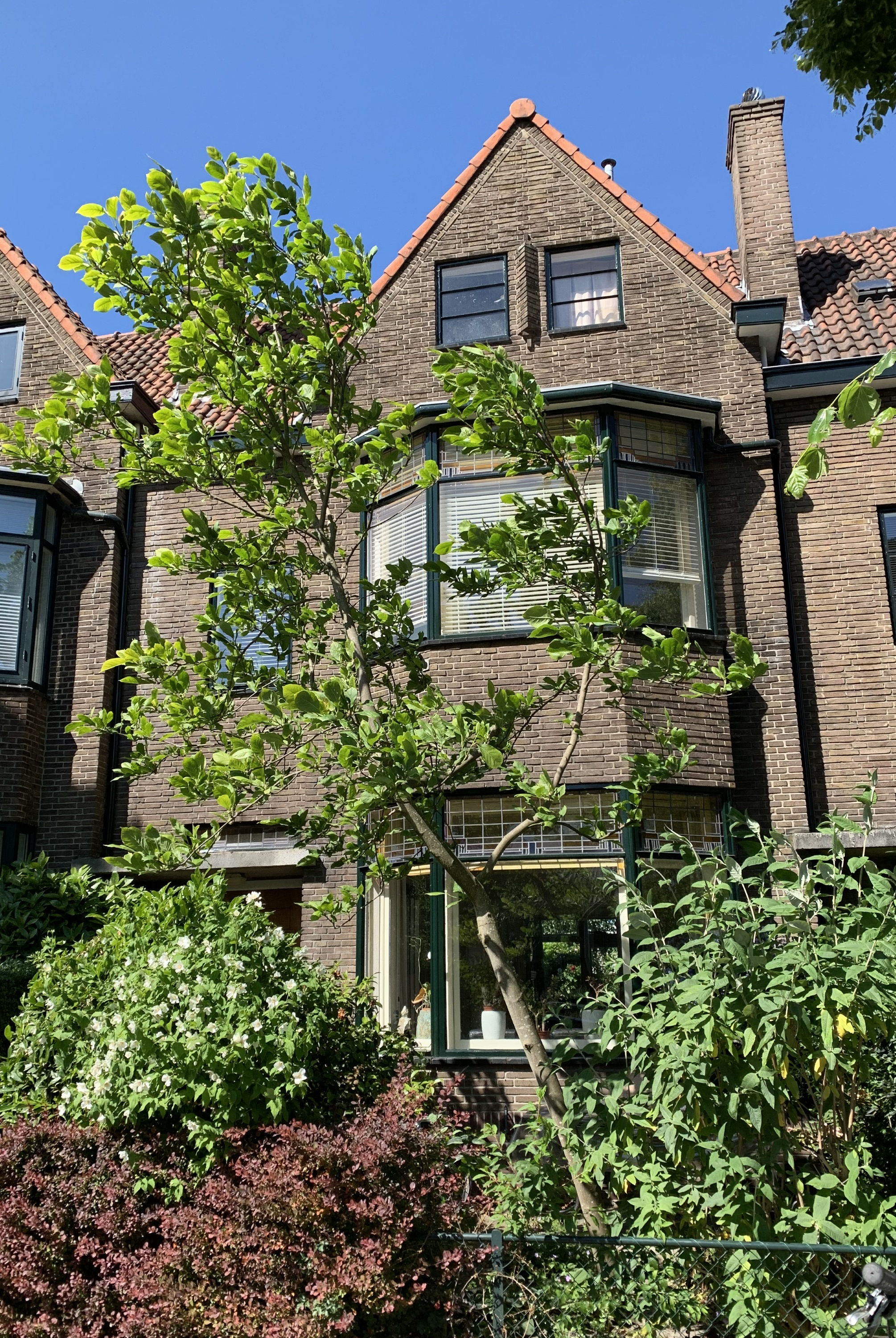
Op Lammenschansweg 11, gebouwd in 1932, woonde Hans Flu en had hij zijn praktijk.

Henri Herman (Hans) Flu (Weltevreden, 6 oktober 1912 - Leiden, 4 januari 1944) was een Surinaamse huisarts te Leiden en slachtoffer van de Aktion Silbertanne tijdens de Tweede Wereldoorlog.
Flu werd geboren als oudste zoon van Paul Christiaan Flu en Elisabeth Maria Polak in Nederlands-Indië waar zijn vader militair arts was. Het gezin verhuisde in 1921 naar Leiden waar zijn vader als hoogleraar was benoemd. In Leiden doorliep Hans het gymnasium en daarna ging hij medicijnen studeren. Hij trouwde op 8 juli 1939 met de Estlandse Valve Targamaa, geboren in 1917 in Tallinn. Zij kregen drie kinderen. 
Hans Flu vestigde zich in 1940 als huisarts in Leiden aan de Lammenschansweg 11. In de Tweede Wereldoorlog hielp hij meerdere mannen aan valse medische verklaringen om te zorgen dat zij niet voor de Arbeitseinsatz in Duitsland hoefden te gaan werken.
Op 3 januari 1944 pleegde het verzet een aanslag op Willem Diederix, een NSB'er en directeur van het Gewestelijk Arbeidsbureau. Als represaille werden op bevel van Rauter in het kader van de Aktion Silbertanne 35 mannen opgepakt en als gijzelaar overgebracht naar Kamp Sint-Michielsgestel. Hieronder waren de hoogleraar Cleveringa en rector magnificus Paul Christiaan Flu, de vader van Hans. Ook werden drie Leidse prominenten opgepakt en zogenaamd 'op de vlucht' doodgeschoten. Dit waren Hans Flu, Christiaan de Jong, conrector van het Stedelijk Gymnasium Leiden, en Harmen Douma, directeur van de lagere school Eerste Leidse Schoolvereniging op het Noordeinde. Hans Flu werd rond één uur 's middags opgehaald in zijn praktijk door Hans Hoffmann en Marinus Jansen, een Nederlandse medewerker van de Sicherheitsdienst, en werd binnen het uur door Hoffmann doodgeschoten in Oegstgeest bij de kruising tussen de Rijksstraatweg van Den Haag naar Amsterdam en de Endegeesterstraatweg (bij 'de witte palen'). Hans Flu werd begraven in het familiegraf op Begraafplaats Rhijnhof.
In 1950 werd zijn naam opgenomen in de lijst van twaalf omgekomen verzetstrijders in Nederland op het Monument voor de gevallenen in Paramaribo.
In de wijk Cronestein werden in 1994 drie straten vernoemd naar de drie Leidse slachtoffers van de Aktion Silbertanne.